# Pardosa balaghatensis
Pardosa balaghatensis là một loài nhện trong họ Lycosidae.
Loài này thuộc chi Pardosa. Pardosa balaghatensis được Pawan U. Gajbe miêu tả năm 2004.